# David Nedohin
David Nedohin (Winnipeg, 20 de diciembre de 1973) es un deportista canadiense que compitió en curling.
Ganó tres medallas de oro en el Campeonato Mundial de Curling entre los años 2002 y 2005.

## Palmarés internacional
| Campeonato Mundial | Campeonato Mundial        | Campeonato Mundial | Campeonato Mundial |
| Año                | Lugar                     | Medalla            | Prueba             |
| ------------------ | ------------------------- | ------------------ | ------------------ |
| 2002               | Bismarck (Estados Unidos) | Medalla de oro     | Equipo             |
| 2003               | Winnipeg (Canadá)         | Medalla de oro     | Equipo             |
| 2005               | Victoria (Canadá)         | Medalla de oro     | Equipo             |